# 가이케 온천

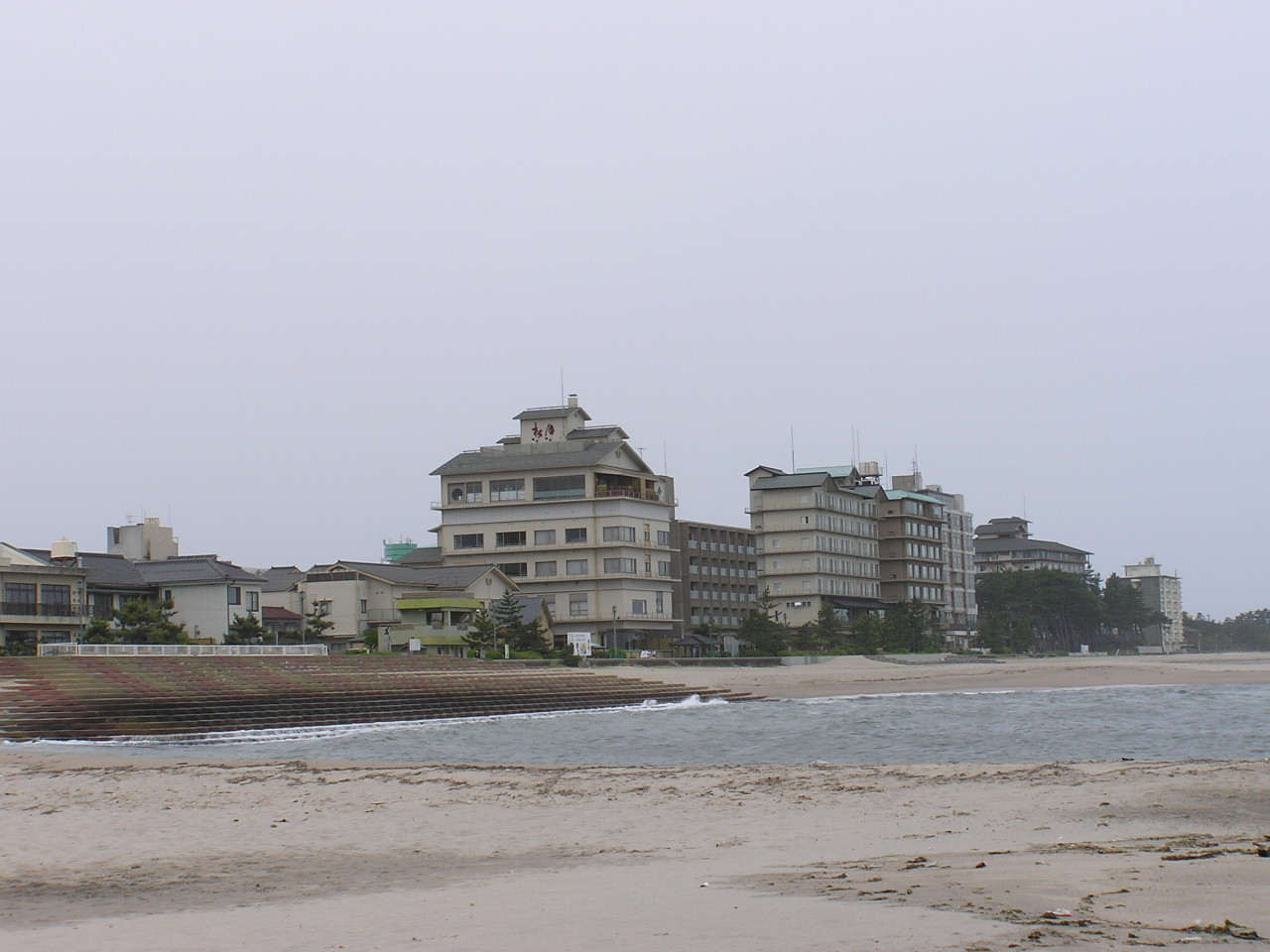
가이케 온천

가이케 온천(皆生温泉 가이케온센[*])은 일본 돗토리현 요나고시에 있는 온천이다. 유미가하마반도의 가이케 해안에 접하는 동서 1,000m, 남북 400m의 범위에 대형 호텔을 포함한 숙박시설이 모여 있다. 수용 규모는 약 5,000명으로 산인 지방의 최대 규모다. 돗토리현이 입탕세를 기초로 산출한 조사에 의하면,  연간 40만명 전후가 이용하고 있어 돗토리현 내의 온천에서는 가장 입탕객이 많다.